# 纽约州

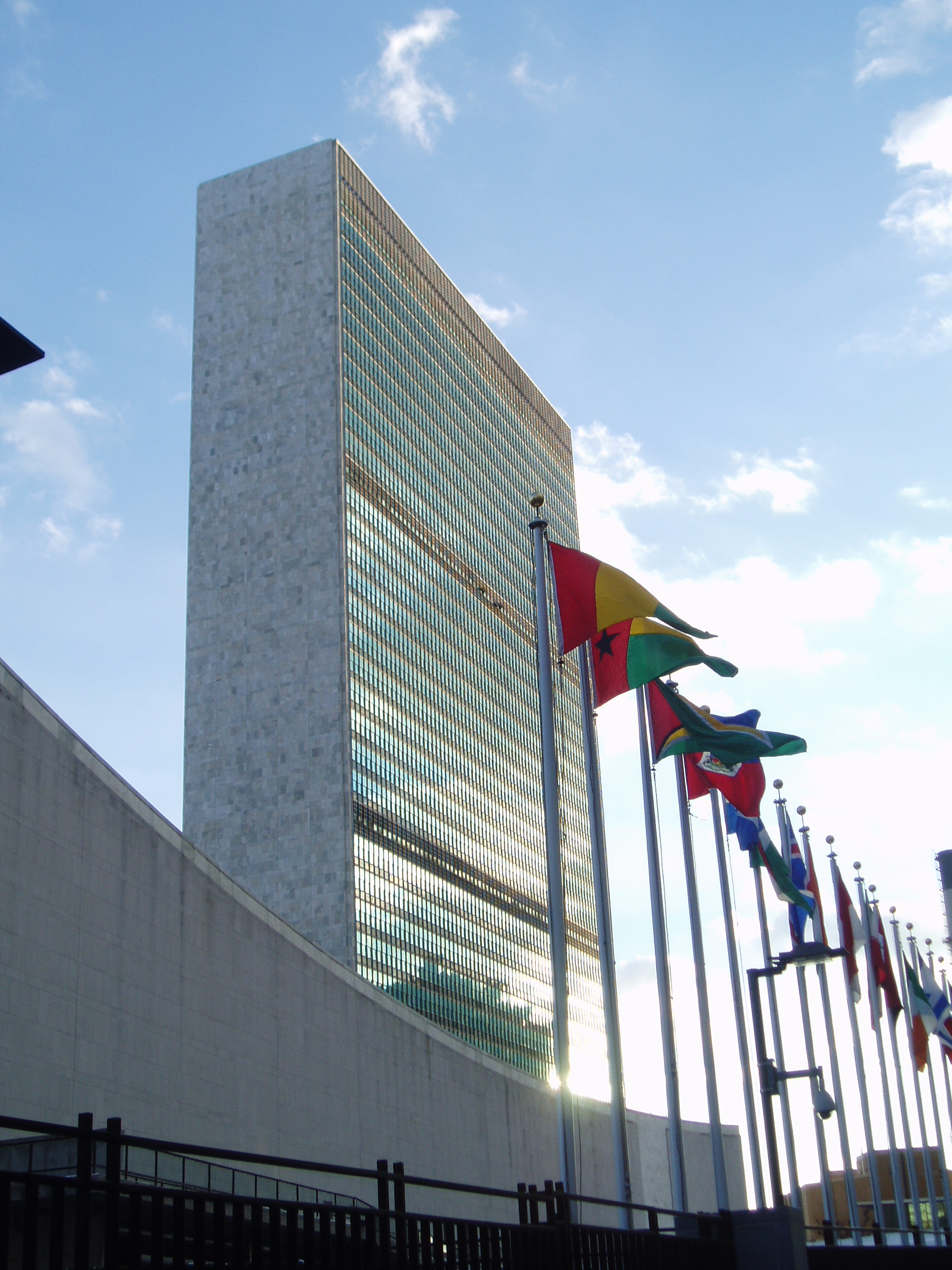
聯合國總部大樓，纽约市曼哈頓

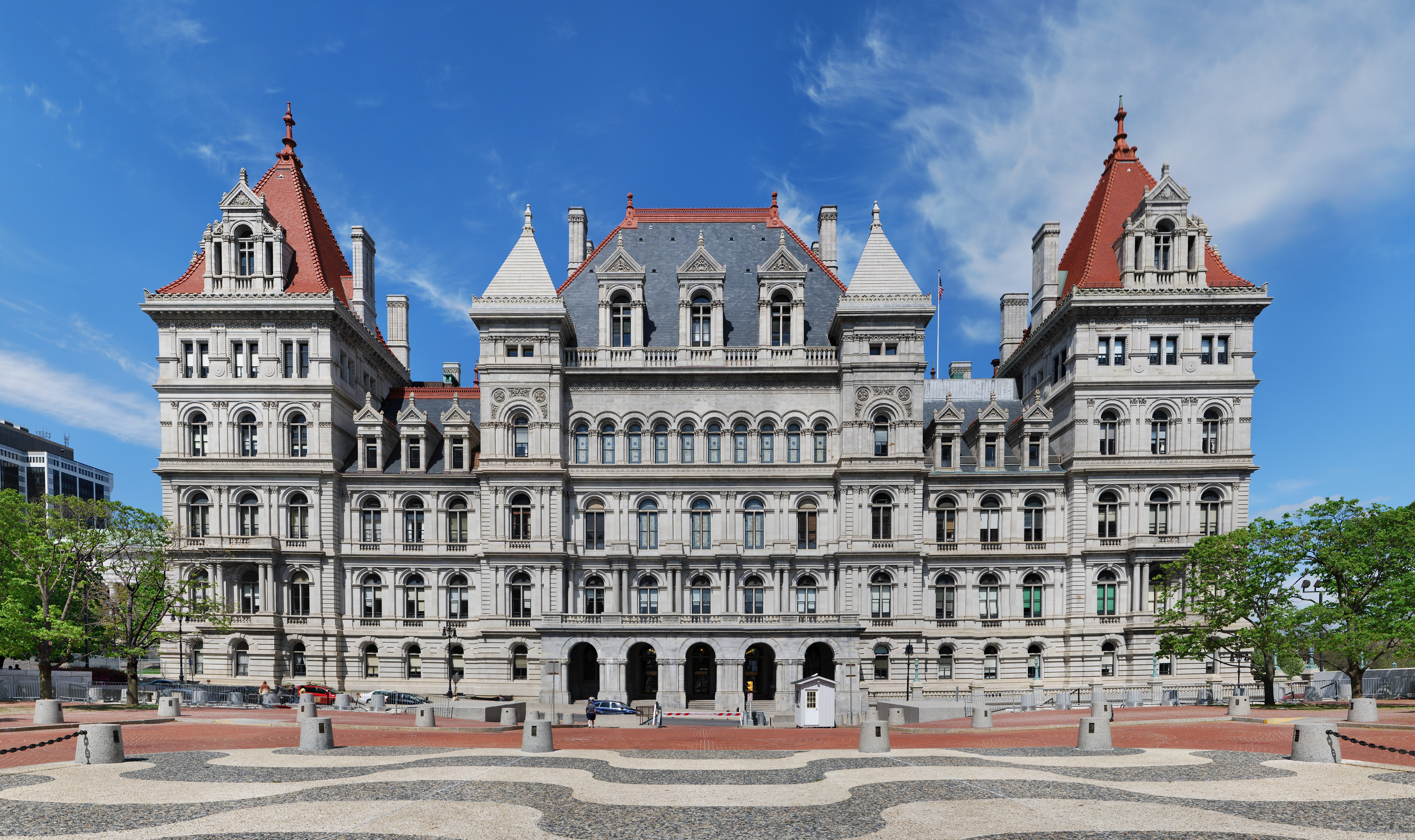
位在奧本尼，1899年落成的紐約州議會大廈

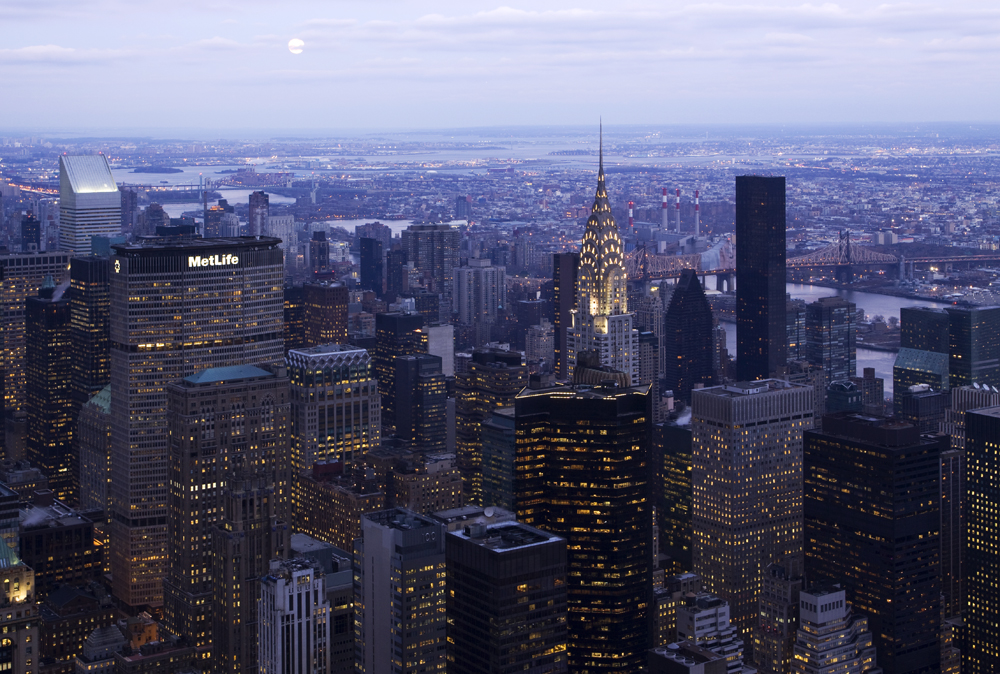
曼哈頓中城，纽约市

纽约州（英語：State of New York），別稱帝國州（英語：Empire State），是位於美国东北部的一个州，首府為奧爾巴尼，最大城市纽约市。纽约州西部及北部与加拿大魁北克省和安大略省接壤，东邻马萨诸塞州、康涅狄格州、佛蒙特州和大西洋，南接宾夕法尼亚州、新泽西州，西北部連接五大湖之一的安大略湖。

## 历史
纽约州早先为印第安人居住地，主要生活着易洛魁人与阿尔贡金人。长岛由易洛魁联盟的萬帕諾亞格人与莱纳佩人大致各占半分，后者同时控制着紐約港周围的大部分地区。莱纳佩人控制地区北部生活着莫西干人，再向北则自东向西分布有莫霍克人与佩丘人；南部则大致以阿巴拉契亚为界分布着萨斯奎哈纳人与伊利人。
下州及纽约市在1609至1664年間为荷蘭共和國所占，称为新尼德兰。1664年英荷战争后被割让给英国。英国約克郡的人占领后，為紀念約克公爵而定名为「新約克郡」，故稱紐約（New York）。纽约州是最早响应美国独立战争的州之一，也是北美十三州之一。1777年4月20日宣布独立，1788年加入联邦，成为美国第十一个州。
18世纪60年代，因应英国议会1765年通过印花法令，反抗组织自由之子在纽约市成立。同年10月19日，由十三殖民地代表组成的印花法令会议在纽约市举行，达成《权利与陈情宣言》，成为大陆会议的前奏，《宣言》也成为后来《独立宣言》的前身。
十九世纪及二十世纪上半叶，纽约州一直是美国工商行业的中心，伊利运河和五大湖联通后交通十分便利，矿产资源丰富，使得纽约州的经济迅猛发展，在这一时代纽约州长期把持美国经济第一强州的称号，直到六十年代后被加州和德州相继赶超。
2020年4月，COVID-19疫情令紐約州確診超過290,000個病例，其中22,000多人因此喪生，為美國疫情最嚴重的州。

## 地理
纽约州总面积为141,300平方公里，在全美名列第27位。相鄰地區自順時針方向依序為北美五大湖區（由伊利湖與安大略湖連結的尼亞加拉河）；恰普蘭湖；加拿大安大略省（聖勞倫斯河）及魁北克省；新英格蘭三州（佛蒙特州、麻薩諸塞州、康乃狄克州）；大西洋；新澤西州、賓夕法尼亞州）。紐約市在紐約州的南端，包含了長島，哈德遜河谷的南部及新澤西州北部，其為人口稠密地帶的中心點。紐約州一共有62個郡。請詳見：紐約州行政區劃。
纽约州以风景絕美著稱，四季的景致百變且分明，春季的百花、夏季的綠茵、秋季的紅楓、冬季的白雪，一覽無遺，此外知名的景点還有尼亚加拉大瀑布、伊利湖、安大略湖、五指湖、阿迪朗达克公园、尚普兰湖等。

## 经济
直至1980年代，纽约州是美国经济最强州，尤以重工業聞名，然而重工業帶來的環境污染隱憂也長期困擾著紐約地區。二戰過後美國漸漸進入產業轉型和升級，將高污染工業大量外移給第三世界國家，紐約也藉機調整產業結構，因此當今的纽约州經濟版圖存在明顯的分工型態，下州以金融和商业为主，上州则以觀光和輕工業為主。80年代以後，加州與德州分別藉由矽谷和石油工業，在經濟總產值上逐漸追趕紐約州，但紐約州受益於產業結構的重整，生活品質有了顯著的提升外，多樣性的產業帶來各類的工作機會，以及優質的環境景致得以永續。

## 人口
| 调查年                                  | 人口       | 备注 | %±    |
| --------------------------------------- | ---------- | ---- | ----- |
| 1790                                    | 340,120    |      | —     |
| 1800                                    | 589,051    |      | 73.2% |
| 1810                                    | 959,049    |      | 62.8% |
| 1820                                    | 1,372,812  |      | 43.1% |
| 1830                                    | 1,918,608  |      | 39.8% |
| 1840                                    | 2,428,921  |      | 26.6% |
| 1850                                    | 3,097,394  |      | 27.5% |
| 1860                                    | 3,880,735  |      | 25.3% |
| 1870                                    | 4,382,759  |      | 12.9% |
| 1880                                    | 5,082,871  |      | 16.0% |
| 1890                                    | 6,003,174  |      | 18.1% |
| 1900                                    | 7,268,894  |      | 21.1% |
| 1910                                    | 9,113,614  |      | 25.4% |
| 1920                                    | 10,385,227 |      | 14.0% |
| 1930                                    | 12,588,066 |      | 21.2% |
| 1940                                    | 13,479,142 |      | 7.1%  |
| 1950                                    | 14,830,192 |      | 10.0% |
| 1960                                    | 16,782,304 |      | 13.2% |
| 1970                                    | 18,236,967 |      | 8.7%  |
| 1980                                    | 17,558,072 |      | −3.7% |
| 1990                                    | 17,990,455 |      | 2.5%  |
| 2000                                    | 18,976,457 |      | 5.5%  |
| 2010                                    | 19,378,102 |      | 2.1%  |
| 2020                                    | 20,201,249 |      | 4.2%  |
| 来源： 1910–2010 1790–1900 2015年预测值 |            |      |       |

根据美国人口调查局的统计数据显示，至2011年7月1日，纽约州人口达到19,465,197人。与2010年美国人口普查时相比增长了0.45%，在全美各州中继续保持第3位（仅次于加州和德州）。与其它的州相比，纽约州人口高度城市化，92%的人口在城市中居住。另外，纽约州也保持着较高的人口迁移率，从2000年至2005年间，从纽约州迁移至佛罗里达州的人口数超过其它任何一州迁至另一州的人数。不过，纽约州仍然是国际上最大的移民目的地之一（仅2008年就达420万），在各州中仅次于加利福尼亚州。绝大多数外来移民都安置在纽约市及其周边地区，而纽约市作为美国最大的城市，人口数已超过810万，比第2位洛杉矶市多出一倍以上。紐約州有3.8%的人口是LGBT人士。

## 政治
近25年來，纽约州一直偏向支持民主黨，是民主黨的重要根據地。自1988年歷屆美國總統大選，紐約州一直支持民主黨總統候選人。
在州政府層面，自1975年以來民主黨一直控制众议院，而共和黨則控制參議院。民主黨過去在州長選舉中多次獲勝，1975－1994年及2007年至今一直由民主黨主政，現任州長為凯西·霍赫尔。

## 宗教
紐約州紐約市曼哈頓的華盛頓高地（Washington Heights）有天主教聖心傳教女修會創始人卡布里尼修女（Saint Frances Xavier Cabrini，又稱為Mother Cabrini）的神龕與墓地。卡布里尼修女是美國第一位受到封號的修女，同時也是一位移民。
下列是紐約州人口信仰比例：
- 31% 天主教徒
- 27% 無宗教信仰者
- 26% 新教徒
- 7% 猶太教
- 2% 伊斯蘭教
- 1% 佛教徒

紐約州新教徒中，各教義派所占比例不同，其中以浸禮會（Baptist）最高（8%）、其次為衛理公會派（Methodist，6%）、接著是路德會（Lutheran，3%）。

## 重要城市

### 都会区
| 排名 | 都会区名稱                       | 人口      |
| ---- | -------------------------------- | --------- |
| 1    | 纽约-泽西城-白原 MD (州内部分)   | 9,790,947 |
| 2    | 拿骚县-萨弗克县 MD               | 2,839,436 |
| 3    | 水牛城-奇克托瓦加 MSA            | 1,130,152 |
| 4    | 罗徹斯特 MSA                     | 1,071,082 |
| 5    | 奥本尼-斯克内克塔迪-特洛伊 MSA   | 883,169   |
| 6    | 波基普西-纽堡-米德尔敦 MSA       | 675,669   |
| 7    | 雪城 MSA                         | 650,502   |
| 8    | 由提卡-罗马 MSA                  | 291,410   |
| 9    | 賓漢頓 MSA                       | 240,219   |
| 10   | 金斯顿 MSA                       | 178,599   |
| 11   | 詹姆斯敦-敦刻尔克-弗里多尼亚 μSA | 127,939   |
| 12   | 格伦斯瀑 MSA                     | 125,462   |
| 13   | 沃特敦-德拉姆堡 MSA              | 111,755   |
| 14   | 奥格登斯堡-马塞纳 μSA            | 108,047   |
| 15   | 伊萨卡 MSA                       | 102,793   |
| 16   | 科宁 μSA                         | 98,990    |
| 17   | 埃尔迈拉 MSA                     | 84,254    |
| 18   | 普拉茨堡 μSA                     | 80,695    |
| 19   | 奥本 μSA                         | 77,145    |
| 20   | 奥利安 μSA                       | 76,840    |

### 镇

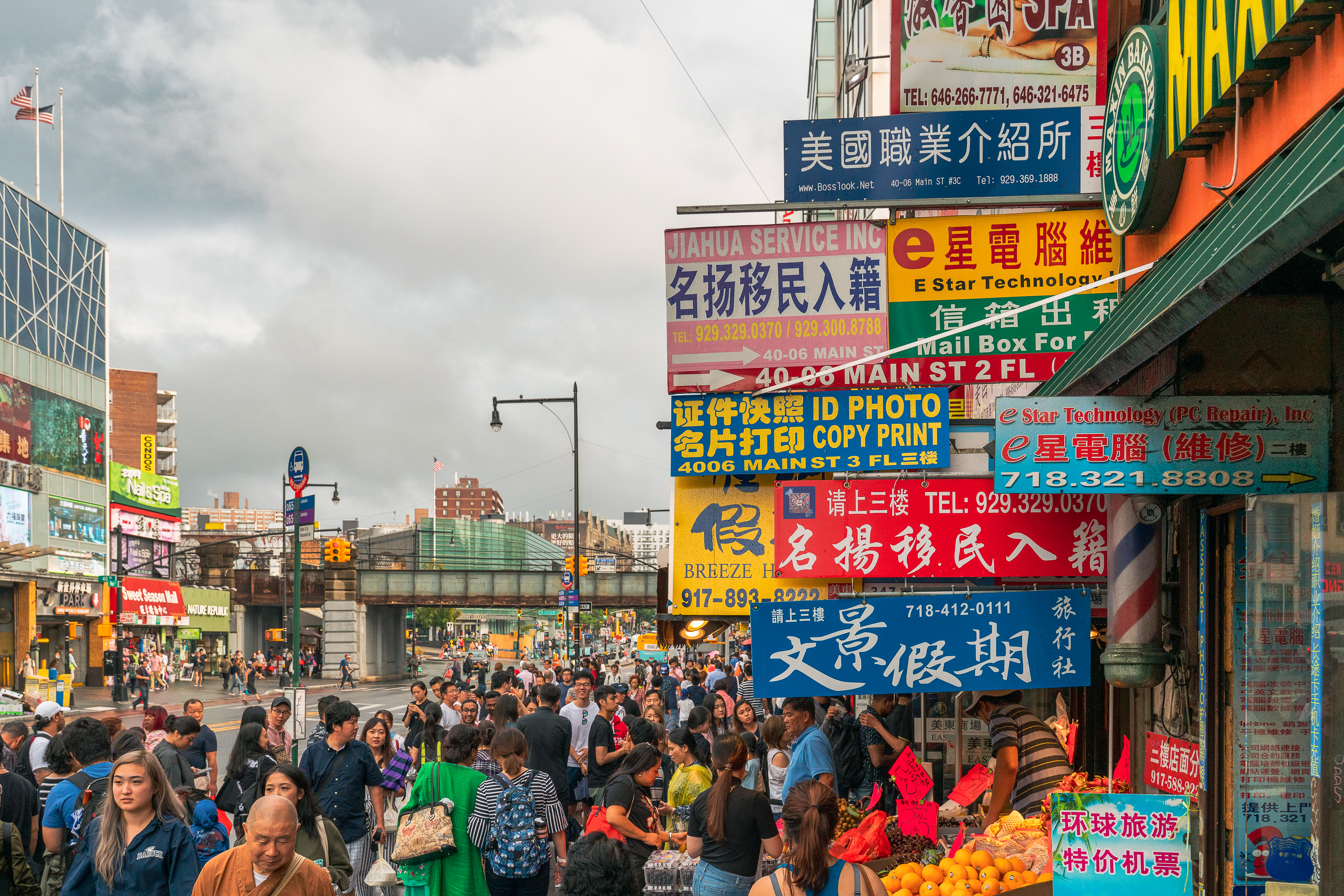
紐約法拉盛缅街中国银行。

纽约州的“镇”（英語：town）是“行政镇区”（英語：civil township）。纽约州的每个地方都是“镇”的一部分除了“市”或“原住民国内属国”。“镇”和“自治体”（英語：municipality）是不一致有重叠，镇辖分为“村”（英語：village）。
1. 亨普斯特德镇（Hempstead） - 768,103
2. 布鲁克黑文镇（Brookhaven） - 482,436
3. 艾斯利普镇（Islip） - 330,914
4. 牡蛎湾镇（Oyster Bay） - 298,388
5. 北亨普斯特德鎮（North Hempstead） - 231,117
6. 巴比倫鎮（英语：Babylon (village), New York）（Babylon） - 210,363
7. 亨廷顿鎮（Huntington） - 201,546
8. 拉馬波鎮（Ramapo） - 136,848
9. 阿默斯特镇（Amherst） - 125,659
10. 史密斯敦（Smithtown） - 116,384

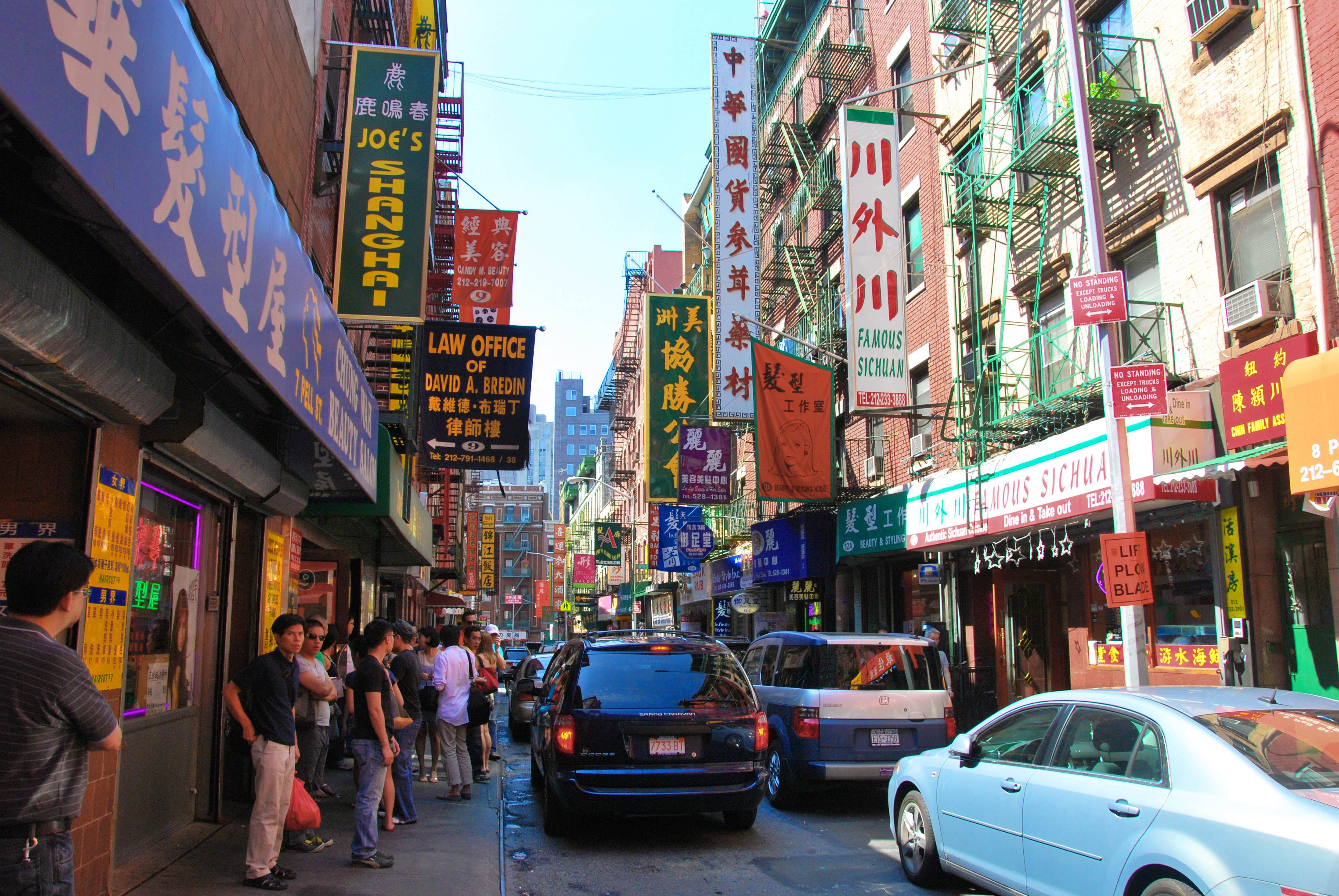
紐約市曼哈頓的紐約華埠，它是紐約人口增長最迅速的區域

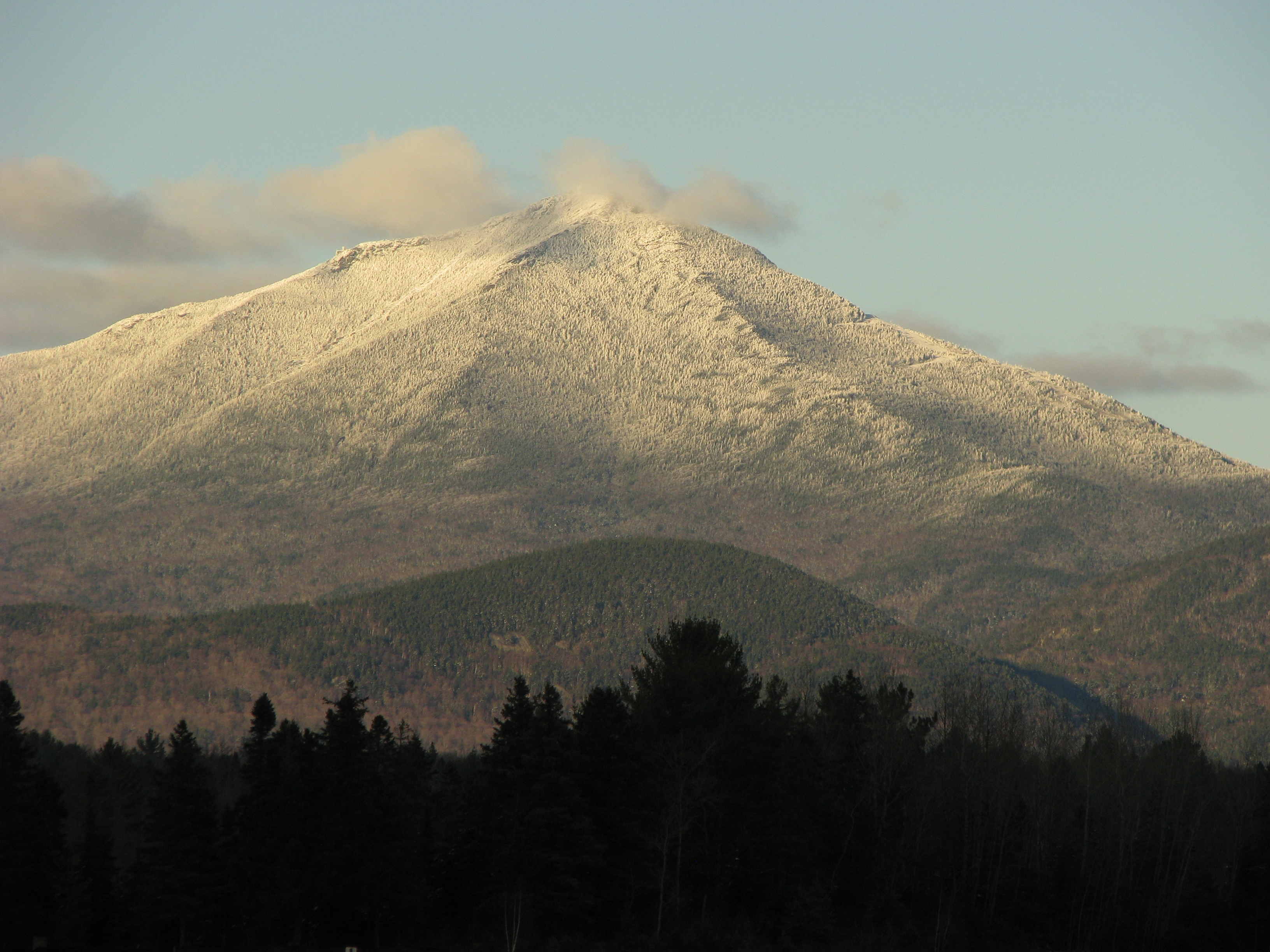
阿第倫達克山脈

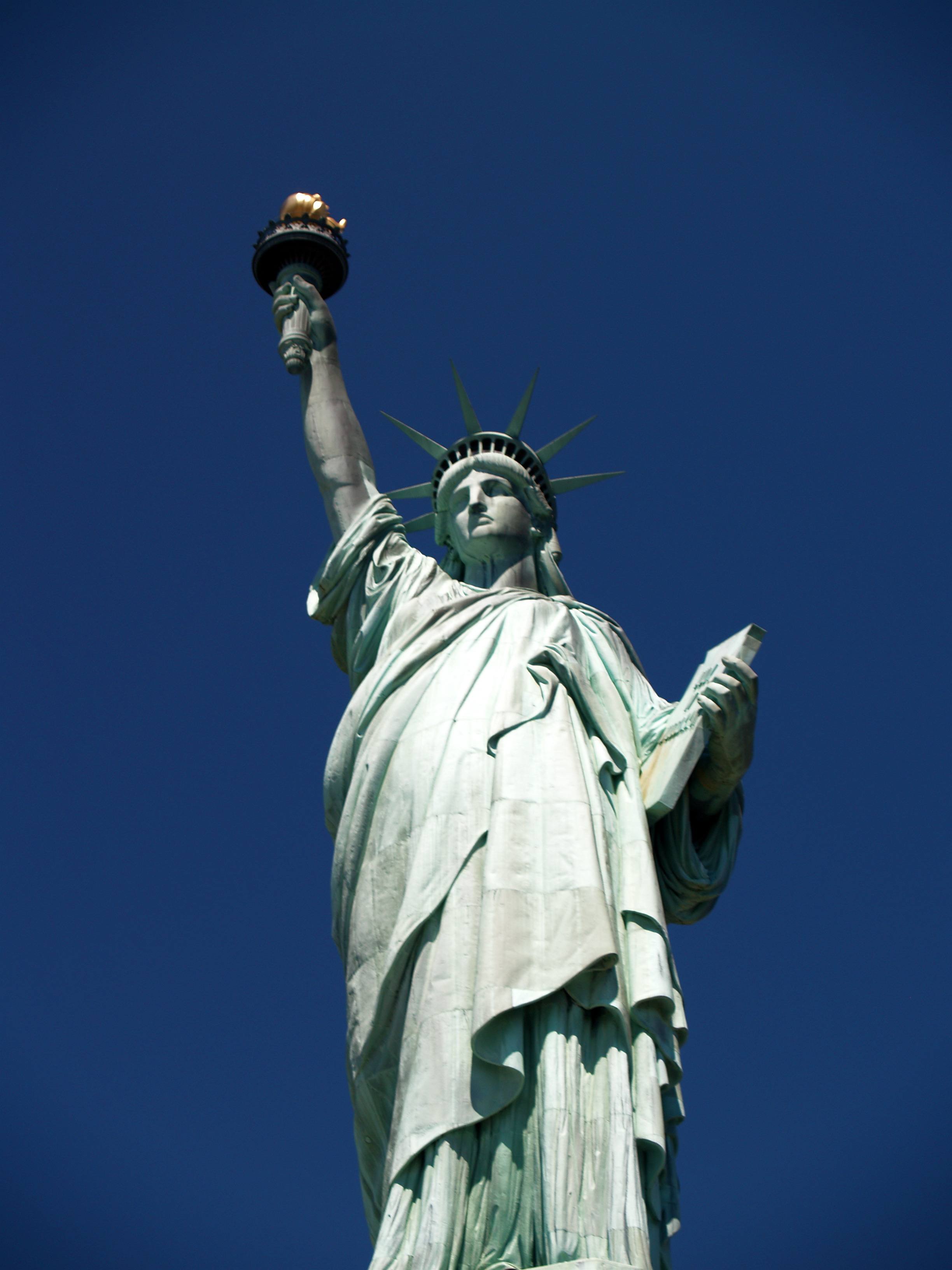
自由女神像

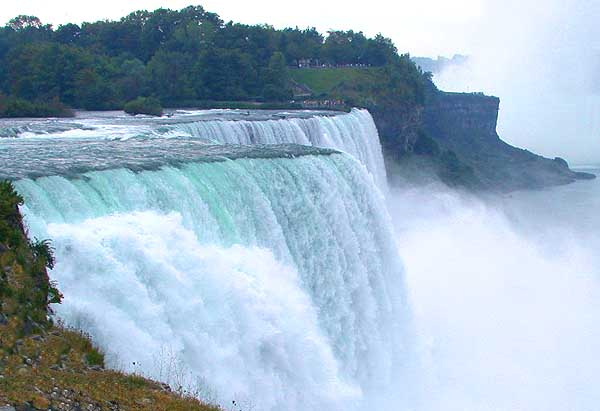
尼亚加拉瀑布

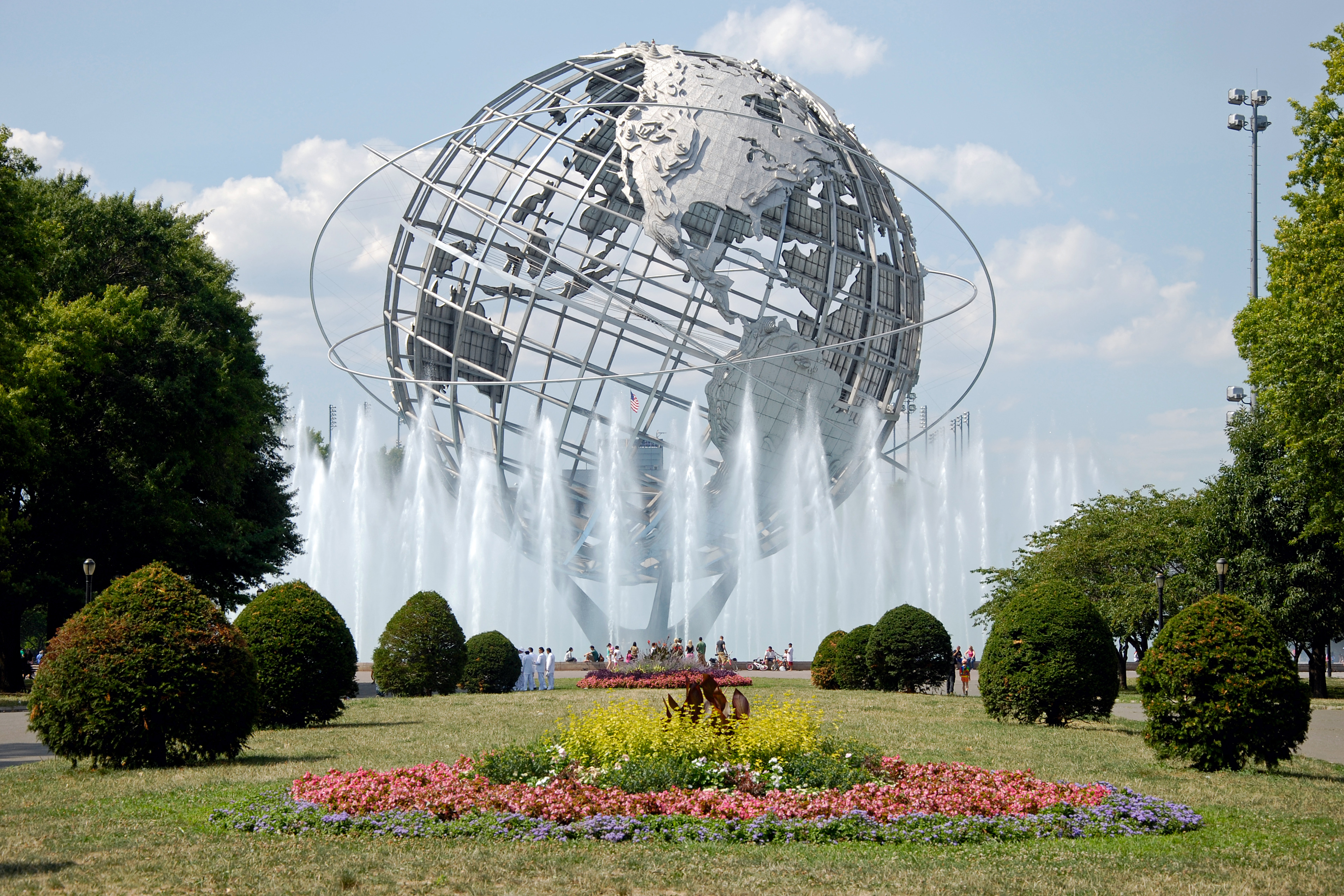
大地球仪, 法拉盛

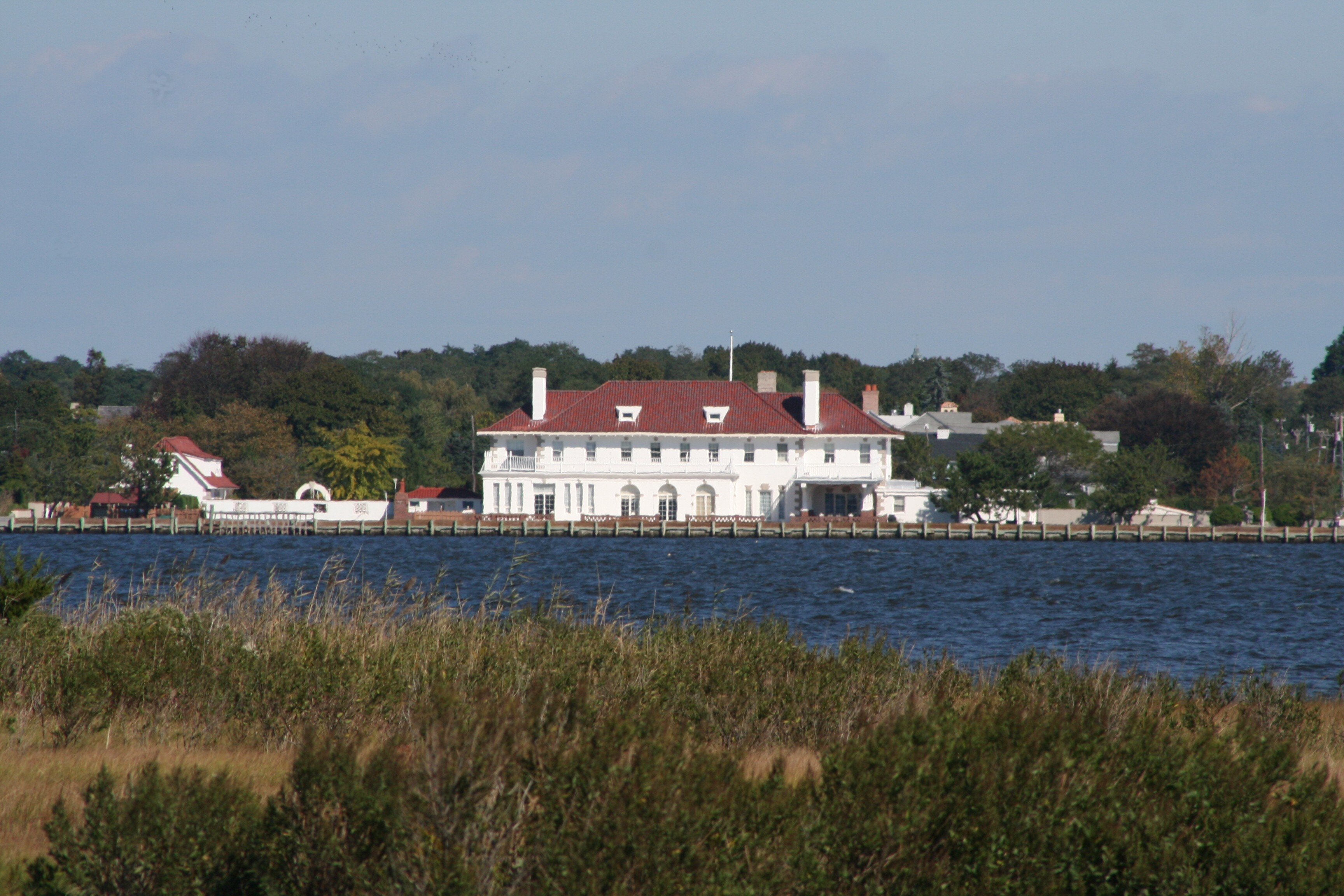
長島

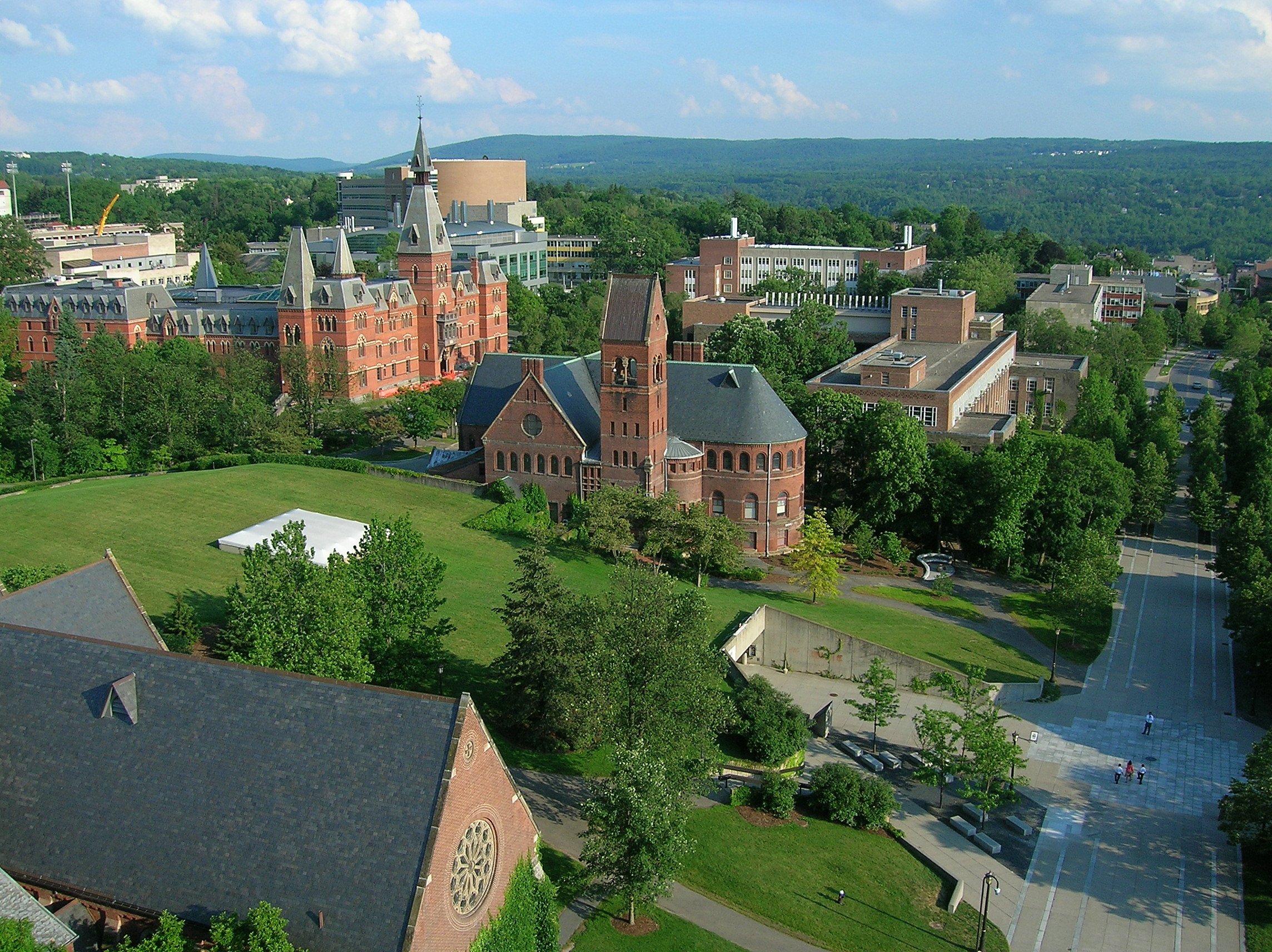
康乃爾大學

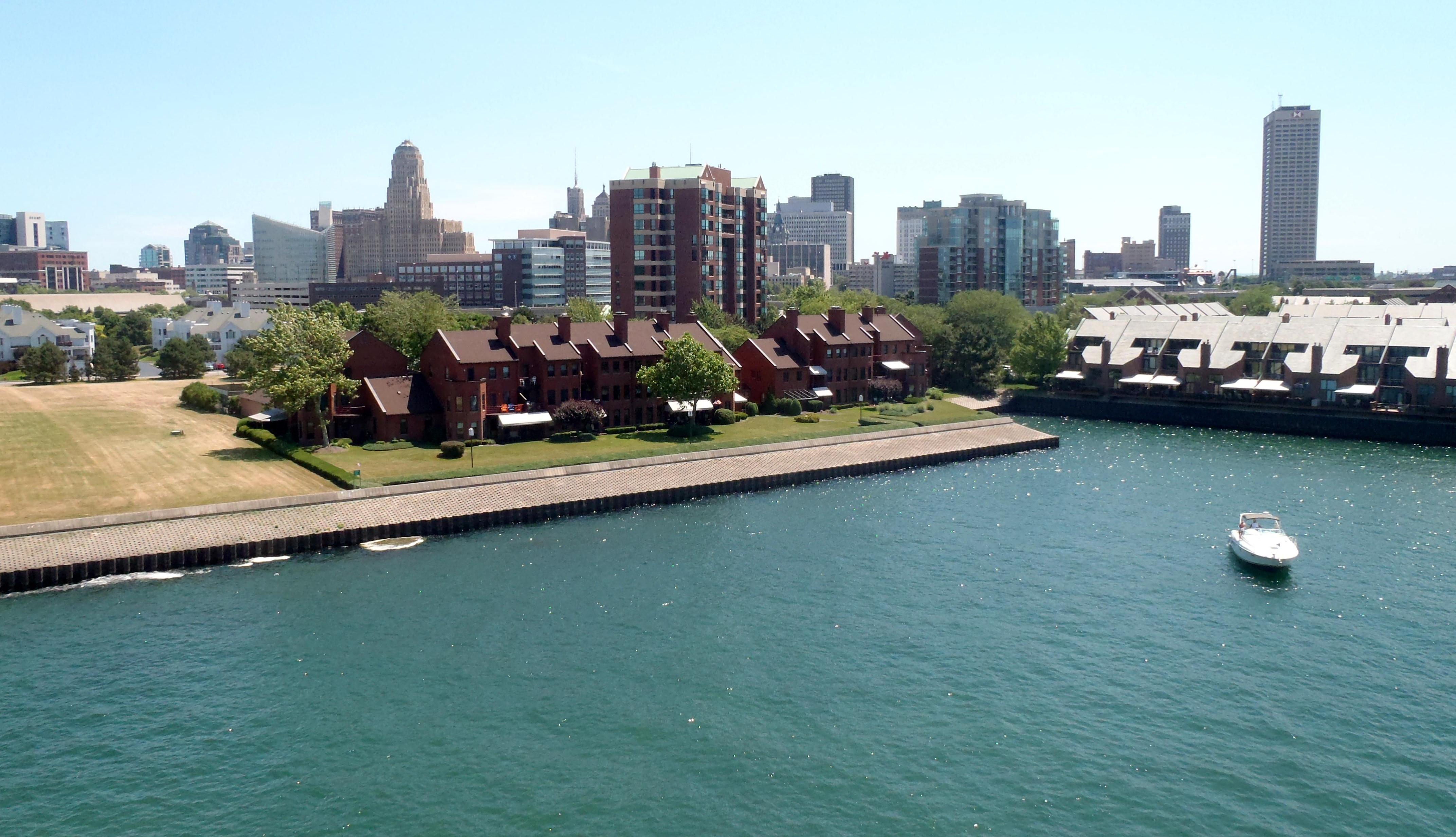
位在伊利湖濱的水牛城

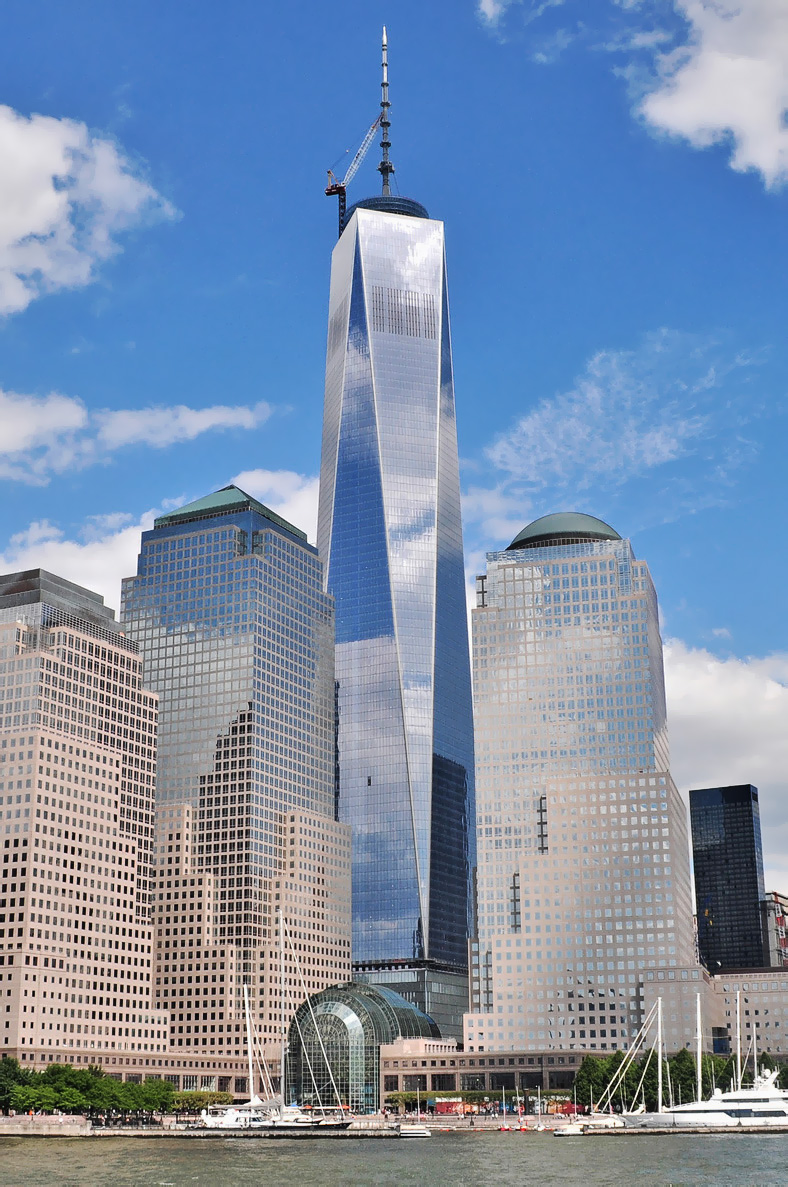
曼哈顿下城的世界貿易中心一號大樓

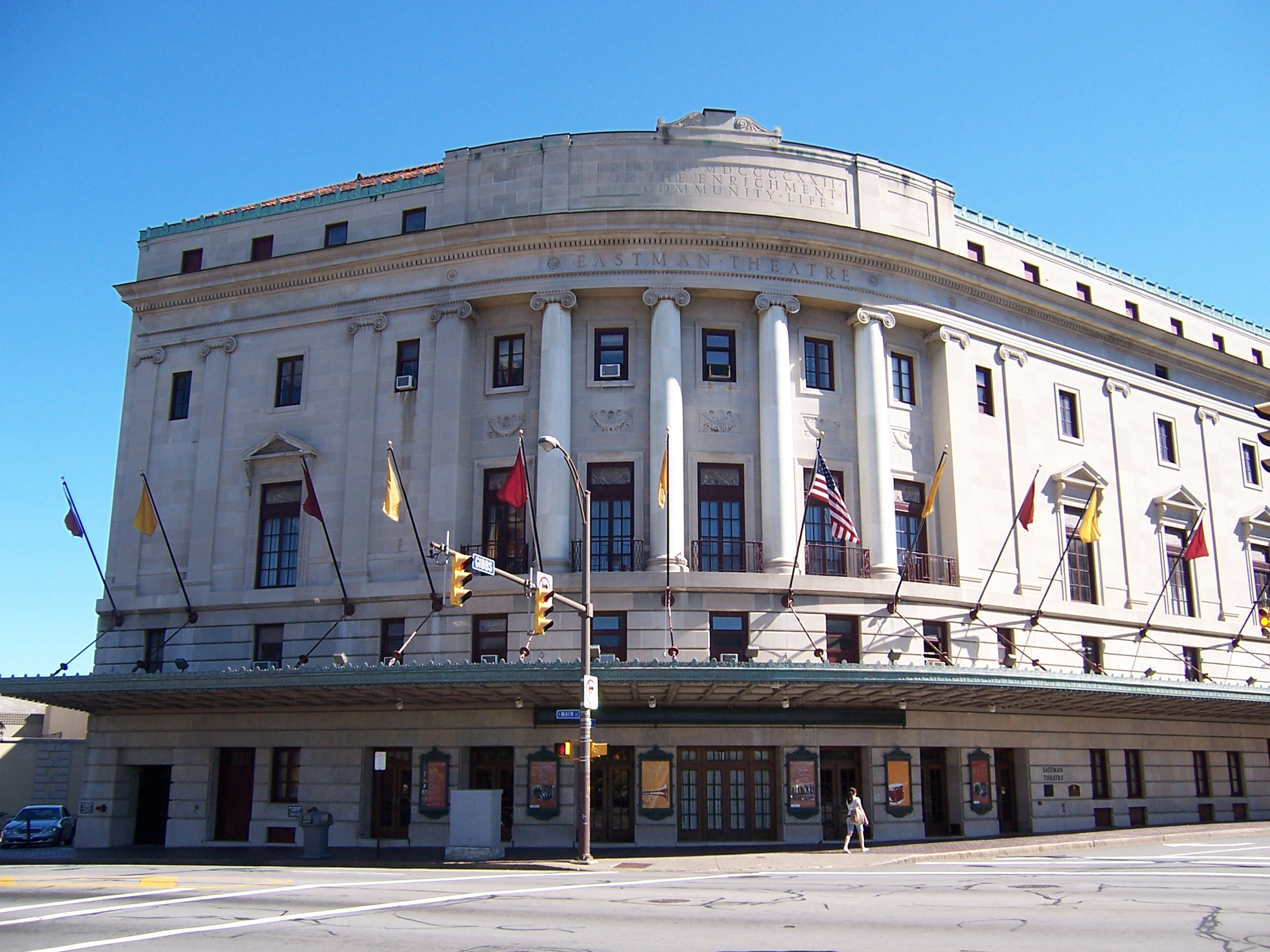
羅徹斯特，伊士曼戲院

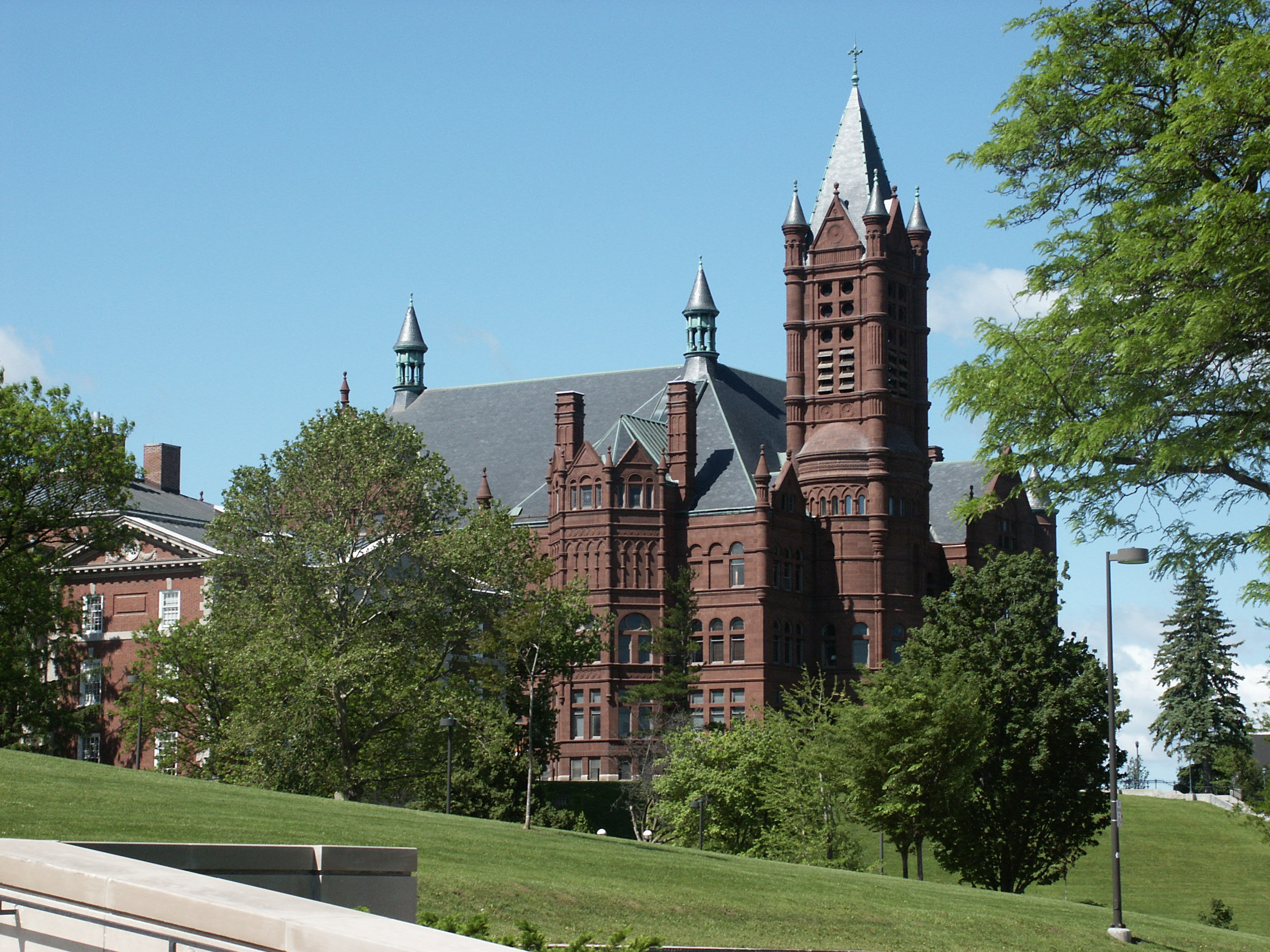
雪城大學

## 教育
詳見紐約州學院和大學列表和紐約市大專院校列表

## 交通

### 鐵路運輸
紐約州的鐵路客運主要是由美鐵（Amtrak）所提供。紐約市有全美最大的鐵路使用率，其中包括紐約地鐵、大都會北方鐵路、以及長島鐵路。

### 主要機場
- 甘迺迪國際機場（John F. Kennedy International Airport, JFK/KJFK）：是達美航空的轉運中心
- 拉瓜地亞機場（LaGuardia Airport, LGA/KLGA）

### 重要高速公路
紐約州境內有數個主要的高速公路系統，包含規模最大的紐約州收費公路（New York State Thruway），與數條州際公路：
- 南北向：
  - 81號州際公路（I-81）
  - 87號州際公路（I-87）
  - 95號州際公路（I-95）

Belt pkwy
- 東西向：
  - 78號州際公路（I-78）
  - 84号州际公路（I-84）
  - 86號州際公路（I-86）
  - 88號州際公路（I-88）

278號公路Bq and SI expressway

## 職業運動

### 美式足球
- NFL
  - 紐約巨人（New York Giants）：雖然名義上是紐約州的球隊，但主球場實際上是在紐澤西州境內。
  - 紐約噴射機（New York Jets）：主球場同樣是在紐澤西州。
  - 水牛城比爾（Buffalo Bills）

### 棒球
- 大聯盟
  - 紐約洋基（New York Yankees）
  - 紐約大都會（New York Mets）
- 小聯盟
  - 水牛城野牛（Buffalo Bisons）：3A級國際聯盟，母隊為克里夫蘭印地安人。
  - 羅徹斯特紅翼（Rochester Red Wings）：3A級國際聯盟，母隊為明尼蘇達雙城。
  - 雪城天領（Syracuse Sky Chiefs）：3A級國際聯盟，母隊為多倫多藍鳥。
  - 賓漢頓大都會（Binghampton Mets）：2A級東方聯盟，母隊為紐約大都會。
  - 史坦頓島洋基（Staten Island Yankees）：短期1A級紐約－賓夕弗尼亞聯盟，母隊為紐約洋基。
  - 布魯克林旋風（Brooklyn Cyclones）：短期1A級紐約－賓夕弗尼亞聯盟，母隊為紐約大都會。
  - 安尼安塔老虎（Oneonta Tigers）：短期1A級紐約－賓夕弗尼亞聯盟，母隊為底特律老虎。
  - 奧本雙日（Auburn Doubledays）：短期1A級紐約－賓夕弗尼亞聯盟，母隊為多倫多藍鳥。
  - 三城谷貓（Tri-City Valleycats）：短期1A級紐約－賓夕弗尼亞聯盟，母隊為休士頓太空人。
  - 哈德森谷叛徒（Hudson Valley Renegades）：短期1A級紐約－賓夕弗尼亞聯盟，母隊為坦帕灣光芒。
  - 巴塔維亞髒狗（Batavia Muckdogs）：短期1A級紐約－賓夕弗尼亞聯盟，母隊為費城費城人。
  - 詹姆斯鎮擾亂者（Jamestown Jammers）：短期1A級紐約－賓夕弗尼亞聯盟，母隊為佛羅里達馬林魚。

### 足球
- MLS
  - 纽约红牛（New York Red Bulls）
  - 紐約城（New York City FC）

### 籃球
- NBA
  - 紐約尼克（New York Knicks）
  - 布鲁克林籃網（Brooklyn Nets）
- NCAA
  - 雪城大學隊（Syracuse University）
- WNBA
  - 紐約自由人（New York Liberty）

### 冰球
- NHL
  - 紐約島人（New York Islanders）
  - 紐約遊騎兵（New York Rangers）
  - 水牛城軍刀（Buffalo Sabres）
- NHL小联盟
  - Albany River Rats
- NCAA
  - 壬色列理工大學工程師隊（Rensselaer Polytechnic Institute Engineers）
  - 康乃爾大學大紅隊（Cornell Big Red）

## 其他
- 州花：玫瑰
- 州鸟：知更鸟

### 人類發展指數
0.956（ 极高 ）